# Bobby Vee
Bobby Vee, właśc. Robert Thomas Velline (ur. 30 kwietnia 1943 w Fargo, zm. 24 października 2016 w Rogers) – amerykański piosenkarz, popularny w latach 60. XX w.
Pierwszym jego sukcesem była własna wersja utworu „What Do You Want” z repertuaru Adama Faitha. Wystąpił w kilku filmach m.in. „Play It Cool” i „Just for Fun”.
Największe przeboje: "Take Good Care of My Baby", „Rubbel Ball”, „How Many Tears”, „A Forever Kind of Love”, „Come Back When You Grow Up”, „The Night Has a Thousand Eyes”, „More Than I Cant Say”.

## Wybrana dyskografia
- Bobby Vee Sings Your Favourits (1960)
- Bobb Vee (1961)
- Take Good Care of My Baby (1961)
- A Bobby Vee Meets The Ventures (1963)
- Just Today (1968)
- Nothing Like a Sunny Day (1972)